# زیرشکن
زیرشکن (به انگلیسی: Subsoiler) یکی از ادوات سنگین کشاورزی است که در عمق زیاد خاک کار می‌کند و توسط تراکتور کشیده می‌شود، به صورت سوار به اتصال سه نقطه تراکتور متصل می‌شود. این وسیله به صورت شاخه ای می‌باشد و به صورت یک شاخه یا چندشاخه ساخته می‌شود. عمق کاری زیرشکن‌ها معمولاً بیش از سایر ادوات کشاورزی است و بیش ۴۰ سانتی‌متر است. این وسیله بسیار شبیه به گاوآهن قلمی است و از آن بزرگتر است.

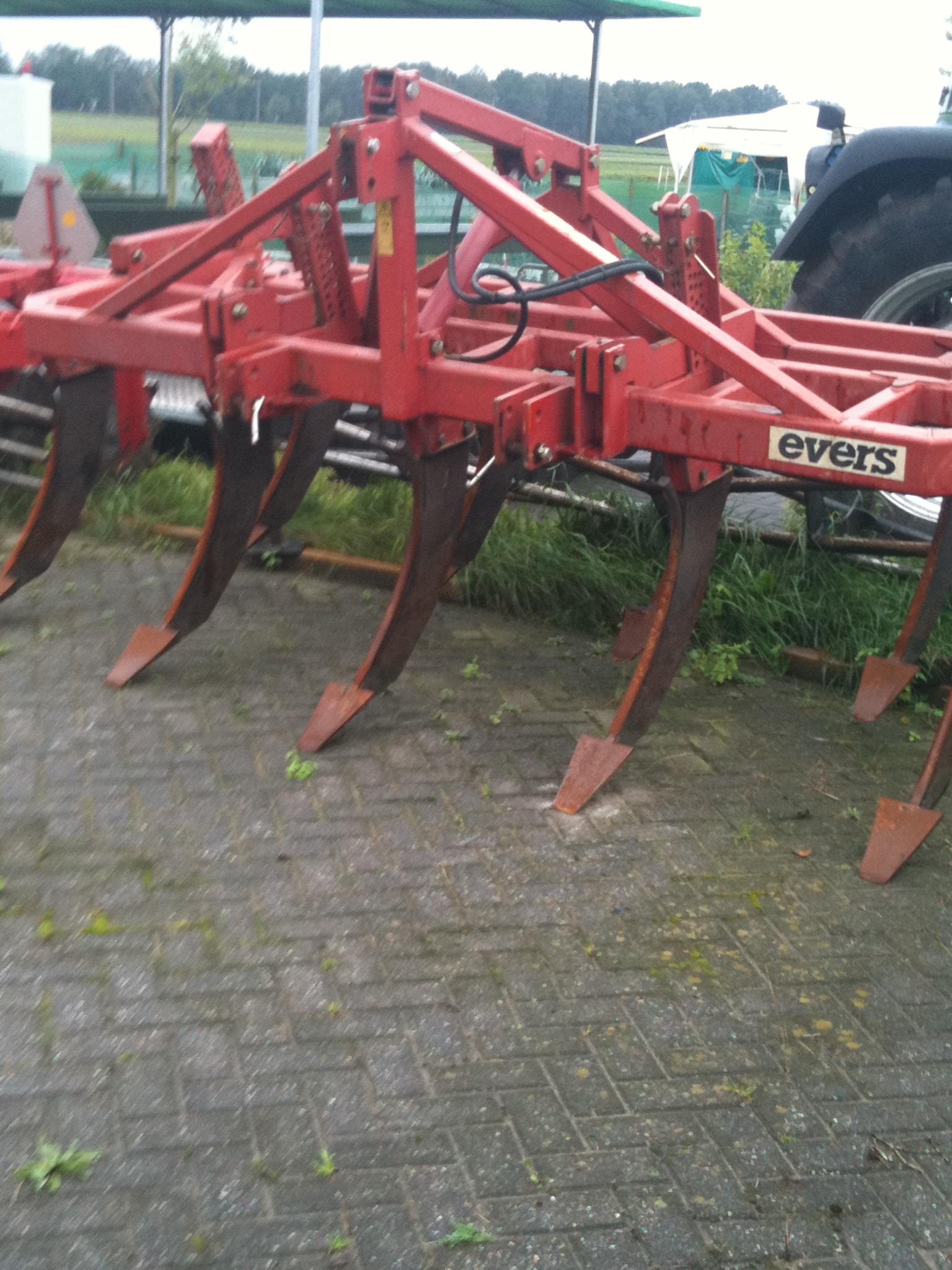
زیرشکن چندشاخه

## توان موردنیاز
هر شاخه زیرشکن برای کشیده شدن نیاز به حداقل ۶۰ اسب بخار توان کششی تراکتور دارد.

## اشکال زیرشکن
شاخه‌های زیرشکن به صورت C شکل یا L شکل راست یا L شکل کج ساخته می‌شوند، گفته می‌شود زیرشکن‌های C شکل به توان کششی کمتری نیاز دارند.

## کاربردها
زیرشکن‌ها برای مقاصد زیر استفاده می‌شوند:

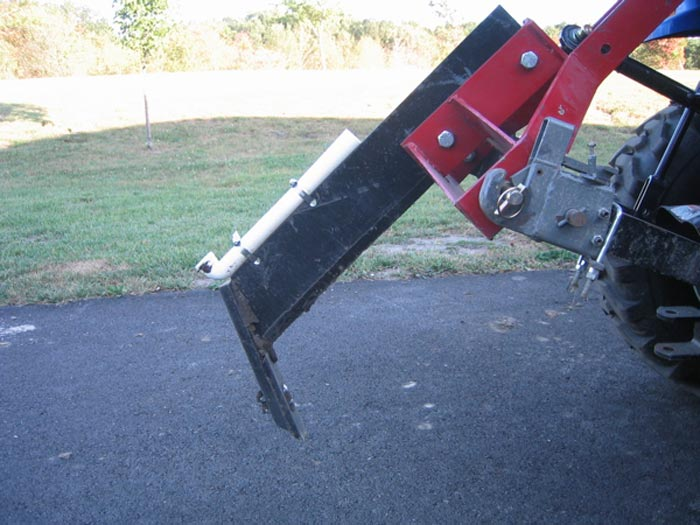

- خرد کردن لایه سخت زیرین خاک
- ایجاد کانال زه کشی به کمک سمبه
- زیرخاک کردن کابل و لوله